# Xestia roseicosta
Xestia roseicosta är en fjärilsart som beskrevs av Charles Boursin 1963. Xestia roseicosta ingår i släktet Xestia och familjen nattflyn. Inga underarter finns listade i Catalogue of Life.